# منتخب نيبال لكرة السلة
منتخب نيبال لكرة السلة هو ممثل نيبال الرسمي في المنافسات الدولية في كرة السلة. ينتمي إلى منطقة الاتحاد الآسيوي لكرة السلة. انضم إلى الاتحاد الدولي لكرة السلة في عام 2000.